# Dermatodothis javanica
Dermatodothis javanica är en svampart som beskrevs av Racib. 1914. Dermatodothis javanica ingår i släktet Dermatodothis, klassen Dothideomycetes, divisionen sporsäcksvampar och riket svampar.   Inga underarter finns listade i Catalogue of Life.